# Tortula brachypoda
Tortula brachypoda là một loài Rêu trong họ Pottiaceae. Loài này được (Cardot & Thér.) Broth. miêu tả khoa học đầu tiên năm 1909.